# Javra taniguchiae
Javra taniguchiae är en stekelart som först beskrevs av Tohru Uchida 1956.  Javra taniguchiae ingår i släktet Javra och familjen brokparasitsteklar. Inga underarter finns listade i Catalogue of Life.